# Pseudozarba ozarbica
Pseudozarba ozarbica là một loài bướm đêm trong họ Noctuidae.